# Posada de Valdeón
Posada de Valdeón és un municipi de la província de Lleó a la comunitat autònoma de Castella i Lleó. Forma part de la comarca de la Montaña Oriental i inclou les pedanies de Santa Marina de Valdeón, Caín, Los Llanos de Valdeón, Cordiñanes, Prada de Valdeón, Soto de Valdeón i Caldevilla..

## Demografia
| 1991 | 1996 | 2001 | 2004 |
| ---- | ---- | ---- | ---- |
| 548  | 511  | 492  | 507  |